# Off-topic
Off Topic, off-topic (ou abreviado para OT, ou até mesmo a expressão "em off") é um termo em inglês bastante comum no internetês que traduzido seria "fora do assunto". É utilizado geralmente nos títulos de fóruns ou listas de discussão para indicar que o assunto do corpo da mensagem não tem a ver com o tema principal previamente proposto. É também muito comum que o termo seja colocado entre colchetes ([ e ]) assim: [OT] , [Off Topic] e [OFF]
Em alguns clientes de e-mail ou webmail é possível configurar que o e-mail contendo as palavras "Off topic" ou "OT" no título sejam filtrados para determinada pasta ou marcação (ou tag ou "selo").
O termo se tornou tão comum que certas vezes extrapola o mundo virtual e é usado no cotidiano de milhares de pessoas ao redor do mundo para indicar uma situação fora do contexto situado no momento. Por exemplo: numa roda de conversa onde o assunto no momento é "futebol", tolera-se trocar "mudando de assunto..." por "em off" ou "off-topic".

## Referencias
- «News Readers»
- «Netiqueta»